# Holoneurus humilis
Holoneurus humilis är en tvåvingeart som först beskrevs av Ephraim Porter Felt 1908.  Holoneurus humilis ingår i släktet Holoneurus och familjen gallmyggor.
Artens utbredningsområde är New York. Inga underarter finns listade i Catalogue of Life.